# 中南树灰藓
中南树灰藓（学名：Hypnodendron vitiense），又名小叶树灰藓，为树灰藓科树灰藓属下的一个种。主要分布於澳大利亚、亚洲和大洋洲阴暗的湿润森林和雨林中。